# Pedro de Araújo Lima
Pedro de Araújo Lima, marqués de Olinda, fue uno de los más destacados políticos del Imperio del Brasil, regente del Imperio y primer ministro en cuatro oportunidades.

## Biografía
Pedro de Araújo Lima nació en Sirinhaém, Pernambuco, el 22 de diciembre de 1793, hijo del Capitán Manuel de Araújo Lima y Anna Teixeira Cavalcanti. Se casó con Luiza Bernarda de Figueiredo, hija de José Bernardo de Figueiredo (Ministro de la Corte Suprema de Justicia). Nieto paterno del Sargento Mayor Antônio Casado Lima y de D. Margarida Bezerra Cavalcanti, y nieto materno del Coronel Pedro Teixeira Cavalcanti y de D. Luísa dos Prazeres Cavalcanti. De su matrimonio tuvieron dos hijos, Luiza Bambina de Araujo Lima, vizcondesa de Pirassununga, casada con Joaquim Henrique de Araujo, vizconde de Pirassununga y Pedro de Araújo Lima (hijo). Fue abuelo de la baronesa de Rio Preto, María Bibiana de Araújo Lima.
Ligado al Partido Conservador presidió la cámara de diputados por muchos años. Era una figura representativa de la aristocracia rural del nordeste brasileño y estaba relacionado con los actores más poderosos de la actividad azucarera.
Octávio Tarquínio de Sousa lo llamó "ese rey que Feijó no sabe ser, pero sabe escoger". De Sousa profundizaba: "Diríase que el ejercicio continuo de la presidencia de la Cámara le hubiera dado un carácter de espectador, o mejor, de árbitro, actuando sólo como mediador, que compone, acomoda y evita los choques y los desencuentros."

## Carrera política
Tras formarse en derecho en la Universidad de Coímbra en 1819, regresó a Brasil el mismo año. Se destacó en el periodismo y la política, convirtiéndose en una de las principales figuras del movimiento de independencia del Brasil.
Comenzó su carrera política en 1821 como diputado por la provincia de Pernambuco ante las Cortes Generales de Lisboa. Fue parte de la Asamblea Nacional Constituyente de 1823 y de las primeras legislaturas brasileñas. Fue ministro del Imperio, ministro de Justicia y ministro de Asuntos Extranjeros.
Electo por Pernambuco para el Senado en 1837, ese mismo año su adversario político liberal Diogo Feijó lo señaló como nuevo regente del Imperio tras su renuncia el 19 de septiembre, lo que fue confirmado por voto popular el año siguiente. 
Su primer ministerio fue conocido como "el ministerio de los talentos":
- Bernardo Pereira de Vasconcelos: Justicia y ministro interino del Imperio
- Miguel Calmon: Finanzas
- Maciel Monteiro: Asuntos Extranjeros
- Sebastião do Rego Barros: Guerra
- Joaquim José Rodrigues Torres, futuro Visconde de Itaboraí: Marina

Armas del marqués de Olinda.

Araújo Lima permaneció como regente hasta la mayoría de edad de Pedro II de Brasil.
Fue socio fundador del Instituto Histórico y Geográfico Brasileño y dirigió la Faculdad de Derecho de Recife.
En 1841 recibió el título de Vizconde y en 1854 el de Marqués. Entre varias condecoraciones extranjeras recibió la Gran Cruz de la Legión de Honor de Francia.
Durante sus más de 50 años de vida pública, escribió numerosos ensayos sobre asuntos políticos y administrativos, incluyendo un Proyecto de Constitución para el Imperio.
Fue nueve veces ministro de Estado y en cuatro oportunidades presidió el Consejo de Ministros.
Murió el 7 de junio de 1870 en Río de Janeiro.

### Gabinete del 29 de septiembre de 1848
A poco tiempo de iniciarse su gobierno, el 7 de noviembre de 1848 estalló justamente en Olinda la llamada Revuelta Praieira, movimiento liberal radical y separatista que afectó a Pernambuco hasta comienzos de 1850.
Fue primer ministro y simultáneamente ministro de Asuntos Extranjeros. Completaban su gabinete:
- Ministro de Negocios del Imperio (Interior): José da Costa Carvalho
- Ministro de Justicia: Eusébio de Queirós
- Ministro de Marina: Manuel Felizardo de Sousa e Melo, Manuel Vieira Tosta
- Ministro de Guerra: Manuel Felizardo de Sousa e Melo, Manuel Vieira Tosta
- Ministro de Hacienda: Pedro de Araújo Lima, Joaquim José Rodrigues Torres, Paulino José Soares de Sousa

El 6 de octubre de 1849 fue reemplazado por José da Costa Carvalho, también conservador.

### Gabinete del 4 de mayo de 1857
Fue primer ministro y simultáneamente ministro del Imperio. Completaban su gabinete:
- Ministro de Justicia: Francisco Diogo Pereira de Vasconcelos
- Ministro dos Extranjeros: Caetano Maria Lopes Gama
- Ministro de Marina: José Antônio Saraiva
- Ministro de Guerra: Jerônimo Coelho, José Antônio Saraiva
- Ministro de Hacienda: Bernardo de Sousa Franco

Durante su período, aprovechando la situación de virtual secesión del Estado de Buenos Aires, en noviembre de 1857 se firmó un tratado con la Confederación Argentina relativo a la libre navegación de los ríos, extradición de esclavos brasileños que huyeran al territorio argentino y de límites. A cambio, pocos días después el gobierno federal recibía un préstamo del Imperio, se instalaba en Rosario (Argentina) el banco de Ireneo Evangelista de Souza, barón de Mauá, y se firmaba un protocolo secreto de auxilio mutuo, que Olinda evitó cumplir cuando Luis José de la Peña fue enviado por Justo José de Urquiza a Río de Janeiro a recabar su apoyo contra el estado porteño. Por su parte, la repercusión pública hizo que los tratados de límites y de extradición de esclavos no fueron finalmente aprobados por la Confederación.
El 12 de diciembre de 1858 fue reemplazado por Antônio Paulino Limpo de Abreu, Vizconde de Abaeté, también conservador.

### Gabinete del 30 de mayo de 1862
Bajo el período de gobierno de la Liga Progressista, alianza entre conservadores y liberales moderados, fue primer ministro y simultáneamente ministro de Negocios del Imperio (Interior). Completaban su gabinete:
- Ministro de Justicia: Caetano Maria Lopes Gama, João Lins Vieira Cansanção de Sinimbu
- Ministro de Asuntos Extranjeros: Miguel Calmon du Pin e Almeida
- Ministro de Marina: Joaquim Raimundo de Lamare
- Ministro de Guerra: Polidoro da Fonseca Quintanilha Jordão, Miguel Calmon du Pin e Almeida
- Ministro de Agricultura, Comercio y Obras Públicas: João Lins Vieira Cansanção de Sinimbu, Pedro de Alcântara Bellegarde
- Ministro de Hacienda: Antônio Francisco de Paula Holanda Cavalcanti de Albuquerque

Durante su mandato se produjo el 19 de abril de 1863 la Cruzada Libertadora de 1863, apoyada por sectores brasileños especialmente en el estado de Rio Grande do Sul que llevaría bajo la administración siguiente a la Invasión Brasileña de 1864.
El 15 de enero de 1864 fue nuevamente reemplazado por su antecesor, Zacarias de Góis e Vasconcelos, también de la Liga pero de la vertiente liberal.

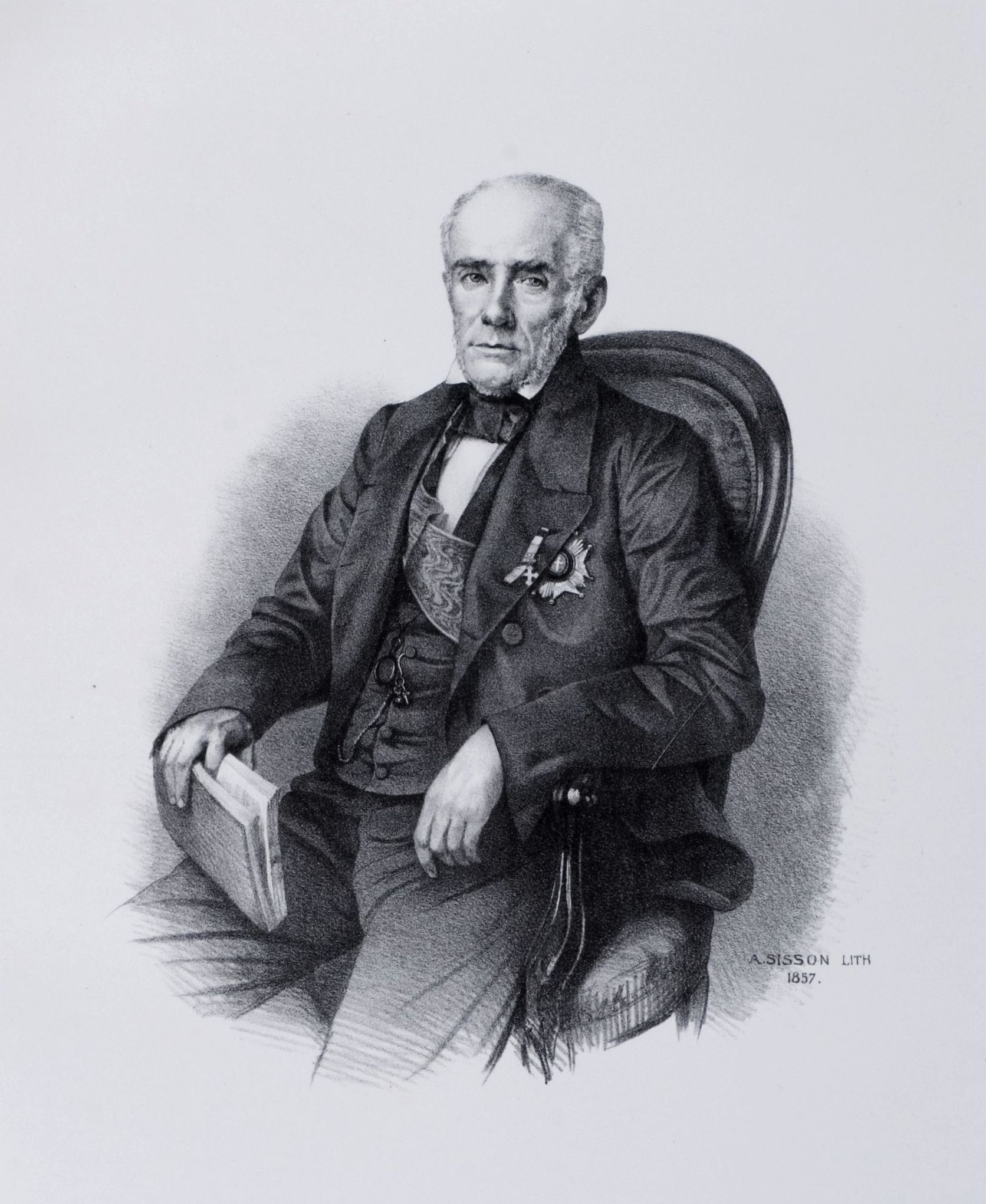
Pedro de Araújo Lima, Marqués de Olinda por Sisson

### Gabinete de 12 de mayo de 1865
Iniciada la Guerra del Paraguay y caído el gabinete Francisco José Furtado a raíz de la invasión paraguaya de Río Grande, Olinda asumió nuevamente el gobierno. Fue primer ministro y simultáneamente ministro de Negocios del Imperio (Interior). Completaban su gabinete:
- Ministro de Justicia: José Tomás Nabuco de Araújo Filho
- Ministro de Asuntos Extranjeros: José Antônio Saraiva
- Ministro de Marina: José Antônio Saraiva, Francisco de Paula da Silveira Lobo
- Ministro de Guerra: Ângelo Moniz da Silva Ferraz
- Ministro de Agricultura, Comercio y Obras Públicas: Antônio Francisco de Paula Sousa
- Ministro de Hacienda: José Pedro Dias de Carvalho, Francisco de Paula da Silveira Lobo, João da Silva Carrão

El ataque a Corrientes del 13 de abril de 1865 definió la entrada en la guerra de la República Argentina sobre las bases preparadas por la misión Saraiva, llevada adelante por el negociador José António Saraiva en mayo de 1864. Durante su mandato se firma el Tratado de la Triple Alianza, se produce la Batalla del Riachuelo, se recupera el control de Río Grande y de Corrientes y se inician las operaciones en territorio paraguayo.
El 3 de agosto de 1866 fue nuevamente reemplazado por Zacarias.